# ألفريدو موسر
ألفريدو موسر (بالبرتغالية: Alfredo Moser‏) هو ميكانيكي ومخترِع برازيلي، ولد في القرن العشرين في أوبيرابا في البرازيل.